# Forever Changes
Albums de Love
Da Capo
(1967) Four Sail
(1969)
Forever Changes est le troisième album du groupe de rock Love, sorti en 1967 sur le label Elektra. Il ne rencontra pas de succès immédiat, n'atteignant que la 154e place des charts, mais a acquis un statut d'« œuvre culte » avec les années, concrétisé par sa présence dans de nombreux classements des « plus grands albums de tous les temps » : 6e pour le magazine britannique NME, 82e pour les lecteurs du magazine Q, 40e pour le magazine Rolling Stone, 83e dans un sondage réalisé par la chaîne de télévision Channel 4 en 2005, il est placé dans la liste des 101 disques qui ont changé le monde du journaliste musical Philippe Manœuvre et dans l'ouvrage de référence de Robert Dimery Les 1001 albums qu'il faut avoir écoutés dans sa vie.
Il a été réédité en 2001 chez Rhino Records avec sept pistes bonus : démos, mixages alternatifs et le single Your Mind and We Belong Together/Laughing Stock.

## Distinctions
En 2008, l'album a reçu le Grammy Hall of Fame Award avant d'être inscrit en 2011 au registre national des enregistrements (National Recording Registry) de la bibliothèque du Congrès à Washington,.

## Liste des morceaux

### Édition originale
Toutes les chansons sont écrites et composées par Arthur Lee, sauf indication contraire.
| 1. | Alone Again Or              | Bryan MacLean | 3:16 |
| 2. | A House Is Not a Motel (en) |               | 3:31 |
| 3. | Andmoreagain (en)           |               | 3:18 |
| 4. | The Daily Planet            |               | 3:30 |
| 5. | Old Man                     | Bryan MacLean | 3:02 |
| 6. | The Red Telephone (en)      |               | 4:46 |

| 7.  | Maybe the People Would Be the Times or Between Clark and Hilldale |  | 3:34 |
| 8.  | Live and Let Live                                                 |  | 5:26 |
| 9.  | The Good Humor Man He Sees Everything Like This                   |  | 3:08 |
| 10. | Bummer in the Summer                                              |  | 2:24 |
| 11. | You Set the Scene                                                 |  | 6:56 |

#### Rééditions
| 12. | Hummingbirds                                                   |               | 2:43 |
| 13. | Wonder People (I Do Wonder)                                    |               | 3:27 |
| 14. | Alone Again Or (alternate mix)                                 | Bryan MacLean | 2:55 |
| 15. | You Set the Scene (alternate mix)                              |               | 7:01 |
| 16. | Your Mind And We Belong Together (tracking session highlights) |               | 8:16 |
| 17. | Your Mind And We Belong Together                               |               | 4:28 |
| 18. | Laughing Stock                                                 |               | 2:33 |

## Membres
- Arthur Lee - chant, guitare, arrangements
- Johnny Echols - guitare solo
- Bryan MacLean - guitare rythmique, chœurs, arrangements, chant sur Alone Again Or et Old Man
- Ken Forssi - basse
- Michael Stuart - batterie, percussions